# Ossinodus

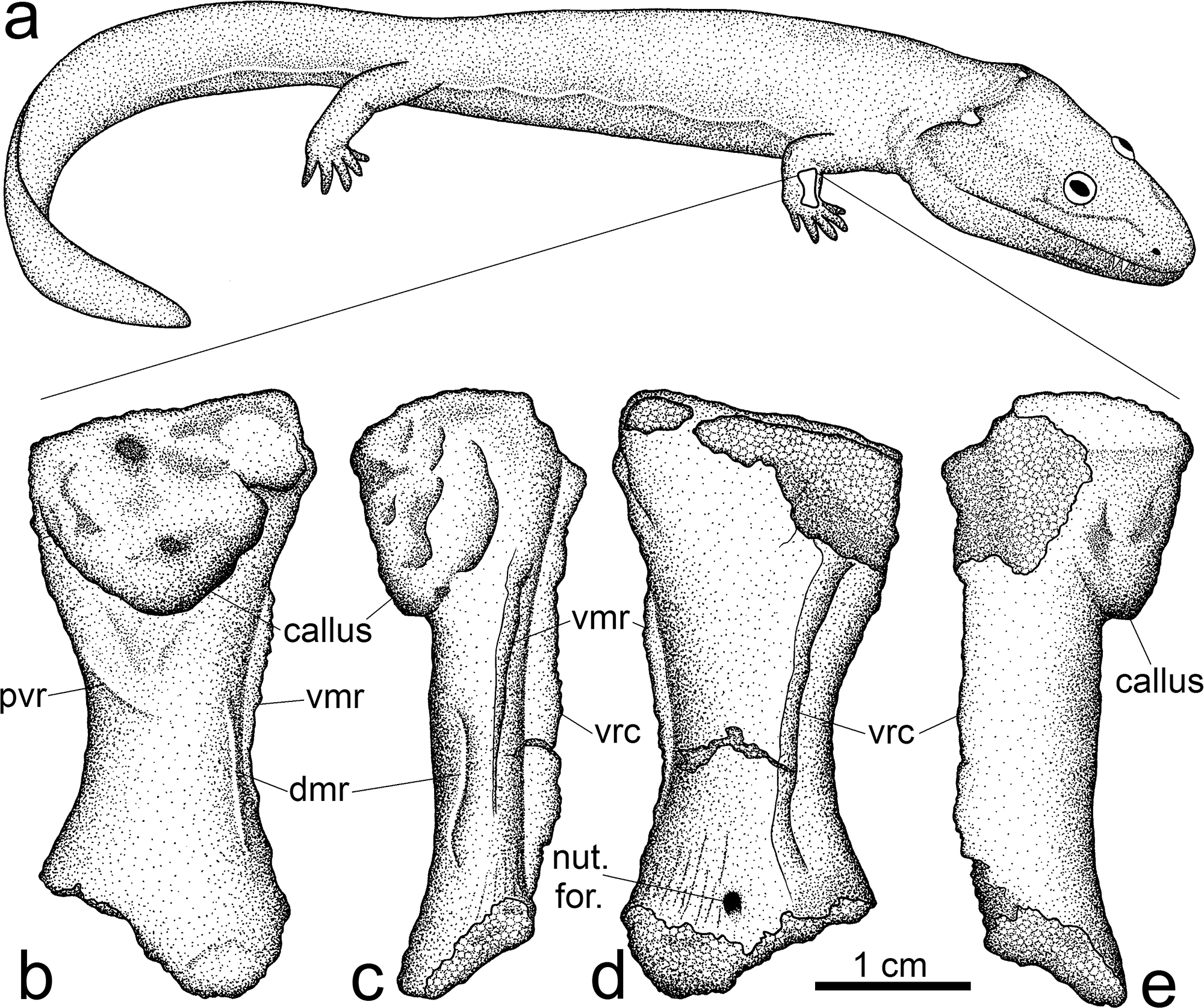
Restauración de Ossinodus con la colocación y proyección del radio en el brazo derecho fracturado.

Ossinodus es un género extinto de tetrápodo basal. Sus fósiles se encontraron en la Formación Ducabrook en Queensland, Australia, datando de antes de la mitad del Viseense (hace más de 245 millones de años) en el Carbonífero Inferior (Misisípico). Fue ubicado inicialmente dentro de la  familia Whatcheeriidae, pero la ausencia de un hueso intertemporal, como sugiere una reconstrucción reciente del cráneo basado en material fragmentario, puede probar que puede ser un precursor de Whatcheeria.
El hueso patológico conocido más antiguo de un tetrápodo, es un radio derecho fracturado, que precisamente se ha referido a Ossinodus.